# Тяжелофигурные окончания
Тяжелофигурные окончания — позиции в шахматах, где на доске помимо королей с пешками (или без них) присутствуют только тяжёлые фигуры — ферзи и (или) ладьи. Отличительная особенность тяжелофигурных окончаний — сочетание эндшпильных мотивов (например, движение пешки в ферзи) с приёмами, характерными для середины игры (пешечный штурм позиции короля с матовой атакой и так далее).